# Zosteraeschna minuscula
Zosteraeschna minuscula е вид насекомо от семейство Aeshnidae.

## Разпространение
Видът е разпространен в Намибия и Южна Африка.